# Steen Eiler Rasmussen
Steen Eiler Rasmussen (* 19. Februar 1898 in Kopenhagen; † 19. Juni 1990 ebenda) war ein dänischer Architekt, Stadtplaner, Schriftsteller und Hochschullehrer.

## Leben
Rasmussen machte nach der Schulzeit zuerst eine Lehre als Maurer, bevor er 1916 das Architekturstudium an der Königlich Dänischen Kunstakademie aufnahm, das er 1918 abschloss. 1919 gründete er sein Architekturbüro. Er gewann im gleichen Jahr zwei Wettbewerbe für seine Stadtplanungsarbeiten für Ringsted und Hirtshals. Von 1922 bis 1934 und 1938 war er Mitglied des zwölfköpfigen Rats der Kunstakademie. Seit 1924 war er Vertreter der Akademie im Dansk Byplanlaboratorium, dem Dänischen Stadtplanungslaboratorium, und gehörte diesem als stellvertretender und Vorsitzender bis 1948 an. 
Rasmussen war seit 1934 bis zum Tod seiner Ehefrau im Jahre 1985 verheiratet. Die gemeinsame Tochter ist die Sprachwissenschaftlerin Una Canger. Er war ein enger Freund der Schriftstellerin Karen Blixen.

## Berufliche Laufbahn
Seit 1924 war Rasmussen Dozent für Stadtplanung an der Akademie, in den Jahren 1938 bis 1968 war er an der Akademie Professor für Baukunst. Einer seiner Studenten war Jørn Utzon, der Architekt der Oper von Sydney. Von 1946 bis 1949 und dann wieder 1954/55 war er Dekan der Architekturschule der Akademie. Von 1932 bis 1938 arbeitete er im Bauamt von Kopenhagen in der Stadtplanungsabteilung.

## Planungsarbeiten
Stadtplanung
- Mitarbeit am Fingerplan, mit welchem die Entwicklung Kopenhagens und seiner Umgebung geplant wurde.
- Mitarbeit bei der Planung für die Stadt Tingbjerg, in København NV, 6 km nordwestlich vom Zentrum Kopenhagens.
- dito bei der Planung von Hørsholm, 25 km westlich von Kopenhagen.

Gebäude
- Rathaus von Ringsted, preisgekrönt 1933 und 1935, ausgeführt 1995.
- Mødrehjælpen (Mütterhilfswerk), in København Ø.
- 1938: Sein eigenes Wohnhaus in Hørsholm.
- 1960: Renovierung von Rungstedholm, des Wohnhauses von Karen Blixen, heute das Karen Blixen Museum (Rungsted Kyst)

## Preise und Auszeichnungen
- 1947: Ehrentitel Royal Designer for Industry (Königlicher Industriedesigner) der Society for the Encouragement of Art, Manufactures and Commerce (Gesellschaft zur Förderung von Kunst, Produktion und Handel) in London
- 1973: Heinrich-Tessenow-Medaille
- 1977: C.F. Hansen Medaille
- Ehrendoktor der Technischen Universität München
- Mitglied der Bayerischen Akademie der Wissenschaftern

## Veröffentlichungen
- Blad ur livets dagbok. Skandinaviska förlagsexpeditionen, Stockholm 1923.
- Britisk Brugskunst, 1933.
- London, 1934 und 1951 in Dänemark verlegt.
  - London, the Unique City, in englischer Sprache 1937. In verkürzter Form als Paperback: Pelican Books, London 1960.
- Nordische Baukunst: Beispiele und Gedanken zur Baukunst unserer Zeit in Dänemark und Schweden. E. Wasmuth Verlagsbuchhandlung, Berlin 1940.
- Fra Akademiet paa Charlottenborg gennem to hondrede aar; (Zum zweihundertsten Jahr der Dänischen Akademie). Boghallen, Kopenhagen 1953.
- Om at opleve arkitektur, 1957.
  - deutsch, übersetzt von Elisabeth Drugowitsch: Architektur Erlebnis. Krämer, Stuttgart 1980, ISBN 3-7828-0456-2.
- Britisk brugskunst. Det Danske Kunstindustrimuseum, G. E.C. Gad, København 1965.
- Sig det med blomster. En nytaarsgave. Gyldendal, København 1976, ISBN 87-01-44021-7 geheftet und ISBN 87-01-44022-5.
- Teater. Essays og Debat, G. E. C. Gad, København 1979, ISBN 87-12-76677-1 geheftet und ISBN 87-12-76679-8 gebunden.
- Steen Eiler Rasmussen: København. Et bysamfunds særprætg og udvikling gennem tidende. G. E. C. Gads Forlag, København 1994, ISBN 87-12-02430-9 geheftet und ISBN 87-12-02817-7 gebunden.